# Jean X
Pour les articles homonymes, voir Jean X (homonymie).
Jean X, en latin : Ioannes X, est le 122e pape de l'Église catholique de mars 914 à sa déposition en mai 928. Candidat des comtes de Tusculum, il tente d'unifier l'Italie, sous la direction de Bérenger Ier de Frioul, et joue un rôle dans la défaite des Sarrasins lors de la bataille du Garigliano en 915. En raison de son influence, sa chute est provoquée par Marozie Ire et Guy de Toscane, qui, pour prendre le pouvoir à Rome, le capturent et le font enfermer au château Saint-Ange où il meurt empoisonné, étouffé ou à la suite de mauvais traitements liés à son enfermement. Son pontificat se déroule durant la période connue en tant que Saeculum obscurum (Pornocratie pontificale).

## Débuts
Jean X est né à Tossignano, au-dessus d'Imola, le long de la rivière Santerno dans la famille princière de Cenci. Il est nommé diacre par Pierre IV, l'évêque de Bologne. Il est souvent à Rome en tant que légat de Pierre IV. C'est durant cette période qu'il attire l'attention de Théodora Ire, la femme de Théophylacte Ier de Tusculum, le plus puissant seigneur de Rome. Liutprand de Crémone allègue que Jean est devenu son amant lors d'une visite à Rome,. Il est également spéculé que Jean est lié soit à Théodora, soit à Théophylacte.
En tout état de cause, c'est sous l'influence de Théodora que Jean est sur le point de succéder à Pierre, évêque de Bologne, lorsque le poste de l'archevêque de Ravenne devient disponible,. Jean est donc consacré comme archevêque, en juillet 905, par le pape Serge III, un autre candidat des comtes de Tusculum.
Au cours de ses huit années à l'archevêché, Jean travaille dur avec le pape Serge III, dans une tentative infructueuse de faire couronner Bérenger de Frioul en tant qu'empereur des Romains et déposer l'empereur Louis III l'Aveugle.
Il a également à se défendre contre un usurpateur qui essaie de prendre le Saint-Siège, qui fait alors partie du diocèse de Ravenne. Il doit aussi confirmer son autorité sur l'abbaye de Nonantola lorsque l'abbé tente de le libérer de la juridiction de l'archevêque de Ravenne. 

## Nomination pontificale
Après la mort du pape Landon, en 914, une faction de la noblesse romaine, dirigée par Théophylacte de Tusculum, appelle Jean pour assumer le poste vacant de pape. Ce fait est à nouveau interprété par Liutprand comme une intervention personnelle de Théodora qui aurait fait élire pape son amant. Il est beaucoup plus probable que cela résulte des relations de travail entre Jean et Théophylacte mais aussi de son opposition lors du concile cadavérique du pape Formose : ces faits seraient les véritables raisons de son transfert de Ravenne à Rome.
Sa nomination est toutefois considérée comme une violation du droit canonique, ainsi qu'aux décrets du synode de Latran en 769 qui interdisent l'installation d'un pape sans qu'il y ait une élection : la nomination de Jean est donc critiquée par ses contemporains,. Néanmoins, tant que Théophylacte est en vie, Jean reste fidèle à son chef.

## La guerre des Sarrasins et le couronnement de Bérenger

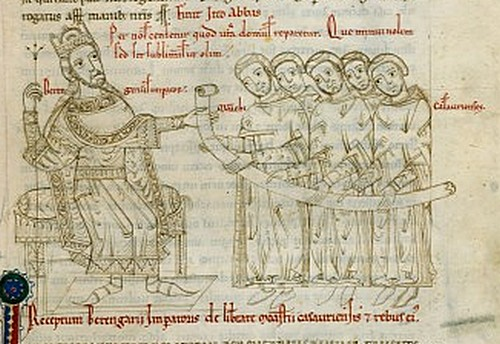
Bérenger (assis à gauche) est couronné par Jean X en tant qu'empereur des Romains (décembre 915).

La première tâche à laquelle est confronté Jean X est l'existence d'un avant-poste sarrasins en bordure du Garigliano, qui sert de base pour piller la campagne italienne. Jean consulte Landolf Ier de Bénévent, qui lui conseille de demander l'aide de l'Empire byzantin et d'Albéric Ier, marquis de Camerino et gouverneur du duché de Spolète. Jean suit ces conseils et envoie des légats pontificaux au roi Bérenger Ier de Frioul d'Italie, divers princes italiens ainsi qu'à Constantinople, cherchant de l'aide pour repousser les Sarrasins.
Il en résulte une alliance chrétienne, précurseur des croisades du siècle suivant. Les forces du nouveau stratège byzantin de Bari, Nicholas Picingli (en) rejoignent celles de divers autres princes du Sud de l'Italie : Landolf Ier de Bénévent, Jean Ier de Gaète, Docibilis II de Gaète, Grégoire IV, Jean II de Naples et Guaimar II de Salerne. Pendant ce temps, Bérenger amène avec lui des troupes de la partie nord de l'Italie et la campagne est coordonnée par Jean X, qui se rend sur le terrain en personne, aux côtés du duc Albéric Ier de Spolète.
Après quelques engagements préliminaires à Campo Baccano et à Trevi nel Lazio, les Sarrasins sont chassés de leur fief du Garigliano. Là, lors de la bataille du Garigliano en 915, les alliés les assiègent durant trois mois, au terme desquels, les Sarrasins brûlent leurs maisons et tentent de forcer l'encerclement. Avec Jean en tête, ils sont finalement tous capturés et tués, ce qui matérialise une grande victoire et permet d'éliminer la menace sarrasine sur la péninsule italienne. Jean confirme par la suite l'octroi de Traetto au duc de Gaète, en récompense, pour avoir abandonné ses alliés Sarrasins.
Depuis que le roi Bérenger de Frioul a battu et chassé l'empereur romain Louis III l'Aveugle d'Italie en 905, il se révèle pressé d'obtenir la couronne impériale. Jean X, utilise cela comme un levier pour pousser Bérenger en le soutenant et en lui fournissant les troupes de la grande campagne sarrasine,.
Ainsi, en décembre 915, Bérenger de Frioul rejoint Rome, et après avoir été accueilli par la famille de Théophylacte, qui l'assurent de leur soutien, il rencontre le pape Jean X à la basilique Saint-Pierre. Le dimanche 3 décembre, Jean X couronne Bérenger en tant qu'empereur romain, tandis que Bérenger, à son tour, confirme les dons antérieurs au Saint-Siège, effectués par les empereurs précédents.

## Les réalignements politiques
Bien que Bérenger de Fréoul soit soutenu par la grande noblesse romaine et le pape, il a des ennemis ailleurs. En 923, une alliance des princes italiens provoque la chute de Bérenger, faisant échouer, de nouveau, l'espoir d'une Italie unie, suivie de son assassinat en 924. En 925, Théophylacte de Tusculum et Albéric Ier de Spolète meurent aussi ; cela signifie qu'en une année, trois des principaux partisans du pape Jean sont morts, le laissant dangereusement exposé aux ambitions de la fille de Théophylacte, Marozie, qui, dit-on, éprouve un ressentiment au sujet de la présumée liaison entre Jean et sa mère Théodora,.
Pour contrer cette menace grandissante, cette année-là, en 925, Jean X invite Hugues d'Arles, afin qu'il soit le prochain roi d'Italie. Il envoie son émissaire à Pise pour être parmi les premiers à saluer Hugues lors de son arrivée. Peu de temps après Hugues est reconnu roi d'Italie à Pavie : il rencontre Jean X à Mantoue et conclut une sorte de traité avec lui, peut-être afin de défendre les intérêts de Jean X à Rome,.
Cependant, les Italiens changent d'avis et désignent un autre roi rival en la personne de Rodolphe II de Bourgogne, ce qui signifie que Hugues n'est pas en mesure d'aider Jean X. Ces années sont une période d'anarchie et de confusion en Italie.
Dans l'intervalle, Marozie épouse Guy de Toscane. Bientôt, une lutte pour le pouvoir commence entre eux et le pape Jean X, avec Pierre, le frère de Jean qui est le premier à comprendre leur inimitié,.
Jean X avait donné à Pierre, le titre de duc de Spolète, à la mort d'Albéric et sa puissance accrue menace Guy et Marozie. Pierre est contraint de fuir vers le lac d'Orta, où il demande l'aide d'une bande de Magyars déchaînés. En 926, il revient à Rome en leur compagnie et, avec leur soutien, il intimide Guy et Marozie ; Pierre est autorisé à reprendre son ancien rôle de conseiller principal et partisan du pape Jean X.

## Affaires de l'Est
Malgré les difficultés que rencontre Jean X à Rome, il est encore en mesure de participer et d'influencer plus largement les questions ecclésiastiques et politiques à travers l'Europe. En 920, il est sollicité par les empereurs byzantins Romain Ier Lécapène et Constantin VII Porphyrogénète ainsi que le patriarche de Constantinople Nicolas Ier Mystikos afin qu'il envoie des légats à Constantinople pour confirmer les actes d'un synode qui condamne le quatrième mariage, dans le conflit qui implique le père de Constantin, Léon VI le Sage, mettant ainsi fin à un schisme entre les deux Églises,.
En 925, Jean X tente d'enrayer l'usage de la liturgie slave en Dalmatie et impose l'utilisation locale du latin dans la messe. Il écrit à Tomislav Ier de Croatie et au duc Michel de Zahumlje (en), leur demandant de suivre les instructions comme exprimées par les légats de Jean X,.
Il en résulte un synode à Split en 926, qui confirme la demande de Jean X ; il interdit l'ordination de personnes ignorant le latin et interdit la messe faite en langue slave, sauf en cas de pénurie de prêtres.
Les décrets du synode sont envoyés à Rome pour être confirmés par Jean X : il les confirme tous à l'exception de la décision qui place Grégoire de Nin, l'évêque croate de Nin sous la juridiction de l'archevêque de Spalato. Il convoque les parties à Rome, mais celles-ci ne peuvent y assister, forçant Jean X à envoyer des légats pontificaux pour régler la question, qui sera finalement résolue par le pape Léon VI après la déposition et la mort de Jean X,.
Vers la même époque, le tsar Siméon Ier de Bulgarie propose des ouvertures à Jean, offrant le renoncement à l'obéissance de son pays à la patriarchie de Constantinople et place son royaume sous l'autorité ecclésiastique du pape à Rome. Jean X envoie deux légats exhortant Siméon à se réconcilier avec l'Empire byzantin. Cependant, Jean ne confirme que le titre de tsar de Siméon, équivalent au titre d'empereur, mais pas à celui d'empereur des romains. Ce sont les représentants de Jean qui couronnent le fils de Siméon, Pierre Ier de Bulgarie en tant que tsar en 927.
Enfin, Jean X envoie un légat en tant qu'intermédiaire pour tenter d'arrêter une guerre entre les Bulgares et les Croates.

## Affaires en Europe occidentale
Jean X est tout aussi vigoureux dans ses activités en Europe de l'Ouest. Dès le début de son pontificat, il apporte son soutien à Conrad Ier de Germanie, dans ses luttes contre les ducs allemands. Il envoie un légat pontifical à un synode des évêques, convoqué par Conrad à Altheim en 916, avec pour résultat que ce synode ordonne aux adversaires de Conrad de se présenter devant le pape Jean à Rome : à défaut de comparaître, un autre synode sera organisé pour leur jugement avec menace d'excommunication,.
En 920, Jean X est appelé par le roi des Francs Charles III le Simple afin d'intervenir dans la succession à l'évêché de Liège, lorsque Hilduin, le candidat de Charles, se retourne contre lui et rejoint dans la rébellion, Gislebert de Lotharingie, duc de Lorraine. Charles tente alors de le remplacer par un autre candidat, Richer de l'abbaye de Prüm, mais Hilduin capture Richer et oblige celui-ci à le consacrer évêque. Jean X ordonne aux deux hommes de se présenter devant lui à Rome : Jean confirme la nomination de Richer et excommunie Hilduin. Quand en 923, Charles est capturé par Herbert II de Vermandois, Jean X est le seul chef qui proteste contre cette capture ; il menace Herbert d'excommunication à moins qu'il rende la liberté à Charles, mais Herbert l'ignore,.
Méprisant l'autorité du pape, en 925, Herbert a un fils âgé de cinq ans, Hugues de Reims qui est alors consacré archevêque de Reims, un arrangement auquel Jean est contraint de céder. Il confirme Hugues, du fait qu'Herbert avait déclaré que si son fils n'était pas élu, il ferait dépecer l'évêché et distribuer leurs terres à divers partisans.
Jean X a également appuyé le côté spirituel de l'Église, comme son conseil à Hervé, l'archevêque de Reims, en 914, qui lui demande des conseils sur la conversion des Normands au christianisme. Jean écrit :

« Votre lettre m'a rempli à la fois de tristesse et de joie. De tristesse pour les souffrances que vous avez à supporter non seulement avec les païens, mais aussi les chrétiens ; de joie avec la conversion des Normands, qui, auparavant se délectaient dans le sang humain, mais qui maintenant, par vos paroles, réjouissez-vous, se sont rachetés par le sang qui donne la vie du Christ. Pour cela, nous rendons grâce à Dieu et l'implorons de les renforcer dans la foi. Jusqu'à quel point, dans la mesure où ils sont incultes, mais aussi novices dans la foi, ils doivent être soumis à des pénitences canoniques sévères en cas de rechute, meurtre de prêtres et de sacrifices aux idoles, nous le laissons à votre jugement pour décider, car nul ne saura mieux que vous les mœurs et les coutumes de ce peuple. Bien sûr, vous comprendrez bien assez qu'il ne serait pas conseillé de les traiter avec la sévérité requise par les chanoines, de peur, pensant qu'ils ne seront jamais en mesure de supporter les charges inhabituelles, qu'ils reviennent à leurs anciennes erreurs. »

De plus, Jean X soutient le mouvement de réforme monastique à l'abbaye de Cluny. Il confirme la règle stricte de Cluny pour les moines. Il écrit ensuite au roi Raoul (roi des Francs), ainsi qu'aux évêques et comtes locaux, avec pour instruction de restituer à Cluny, la propriété que Guido, abbé de l'abbaye de Gigny, avait prise sans permission et de mettre le monastère sous leur protection.
En 924, Jean X envoie un légat pontifical, nommé Zanello, en Espagne afin d'étudier le rite mozarabe. Zanello en parle favorablement et le pape lui donne un nouvel agrément, n'imposant que de changer les paroles de la consécration au rite romain.
Le pontificat de Jean X voit un grand nombre de pèlerinages d'Angleterre à Rome, comprenant celui de Wulfhelm, archevêque de Cantorbéry, en 927. Trois ans auparavant, en 924, le roi Æthelstan d'Angleterre envoie un de ses nobles, Alfred, à Rome, sur des accusations de complot avec pour projet d'arracher les yeux du roi : il devait prêter serment, devant le pape Jean et déclarer son innocence au regard des accusations, mais celui-ci meurt peu de temps après son arrivée à Rome.
En 917, Jean donne à l'archevêque de Brême, juridiction sur les évêques de Suède, Danemark, Norvège, Islande et Groenland.
En 926, il accroît les terres de l'abbaye territoriale de Subiaco : en échange, il demande aux moines de réciter cent Kírie eléison pour le salut de son âme.
Enfin, au cours de son pontificat, Jean X fait restaurer la basilique Saint-Jean-de-Latran, dégradée en 897,.

## Déposition et mort du pape

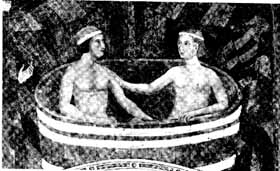
Théodora et Marozie

La lutte de pouvoir entre Jean X d'un côté, Guy de Toscane et Marozie de l'autre, arrive à sa conclusion en mai 928. Guy avait secrètement recueilli un corps de troupes et avec l'aide de ces soldats, il attaque le palais du Latran, alors que Pierre, duc de Spolète, est pris au dépourvu n'ayant que quelques soldats avec lui. Pierre est tué sous les yeux de son frère, tandis que Jean lui-même est jeté dans un cachot, au château Saint-Ange, où il reste jusqu'à sa mort. Il existe plusieurs variantes entourant sa mort ; il aurait été étouffé à mort dans le donjon au bout de quelques mois de captivité, ou bien empoisonné. Une autre est qu'il meurt en 929, sans violence, mais en raison de la combinaison des conditions difficiles de son incarcération et de sa dépression,,
Selon Jean le diacre du Latran (en), Jean X est enterré dans l'atrium de la basilique Saint-Jean-de-Latran, près de l'entrée principale. La tombe a été détruite. Jean X est remplacé par le pape Léon VI en 928, puis par Étienne VII, selon la volonté de Marozie.

## Réputation et héritage
Pendant des siècles, le pontificat de Jean X est considéré comme l'un des plus honteux pendant la période également honteuse appelée obscurum Saeculum (l'âge obscur). Une grande partie de cette considération résulte de la narration faite par Liutprand de Crémone, dont la description de la période est à la fois inexacte et uniformément hostile.
Sa description de Jean X, en fait un clerc sans scrupules qui passait ses journées à dormir parvenant finalement à la papauté, en devenant l'amant de Théodora et qui occupe le trône de Saint-Pierre comme une marionnette de Théophylacte Ier, comte de Tusculum. Il est assassiné pour faire place au fils de Marozie, le pape Jean XI. Liutprand colore beaucoup l'analyse du règne de Jean X et celle-ci est utilisée par les adversaires de l'Église catholique  comme outil de propagande.
Ainsi, selon John Foxe, Jean X est le fils du pape Landon et l'amant de la « prostituée romaine, Théodora », qui avait déposé le père supposé de Jean afin de mettre celui-ci à sa place. Alors que, selon Louis-Marie DeCormenin, Jean X est :
Cependant, plus récemment, son pontificat est réévalué et il est maintenant considéré comme un homme qui a tenté de s'opposer à la domination aristocratique de la papauté, qui a promu l'Italie unifiée sous une règle impériale, pour être assassiné en raison de ses efforts.
Ainsi, selon l'historien, Ferdinand Gregorovius, peu connu pour ses sympathies envers la papauté, Jean X était l'homme d'État le plus important de son époque. Il écrit :

« Jean X, toutefois, cet homme dont les péchés ne sont connus que par des rapports, dont les grandes qualités sont bien visibles dans l'histoire, se tient en avant dans les ténèbres de l'époque comme l'une des figures les plus mémorables parmi les papes. Les actes de l'histoire de l'Église louent son activité et ses relations avec tous les pays de la chrétienté. Et depuis qu'il a confirmé la règle stricte de Cluny, ils le vantent encore comme l'un des réformateurs du monachisme. »